# Завальнюк Анатолій Харитонович
Анатолій Харитонович Завальнюк (нар. 22 січня 1937, с. Ширмівка, Україна — 30 квітня 2017, м. Тернопіль) — український вчений у галузі судової медицини. Доктор медичних наук (1993), професор (1995).

## Життєпис
Анатолій Завальнюк народився 22 січня 1937 року в Ширмівці Погребищенського району Вінницької області (тоді УРСР).
Закінчив Вінницький медичний інститут (1960, нині національний медичний університет).
Від 1968 — у Тернопільському медичному інституті (нині університет): асистент, доцент кафедри судової медицини (1970—1985); завідувач кафедри патологічної анатомії з курсом судової медицини (1985—1990); від 1994 — професор кафедри патологічної анатомії (завідувач курсу судової медицини). 
Сфера досліджень — проблеми судово-медичної травматології, зокрема несмертельні і смертельні сільськогосподарські травми, їх діагностика і судово-медична експертиза.
Помер 30 квітня 2017 року в місті Тернополі.

## Науковий доробок
Автор і співавтор понад 100 наукових праць.
Окремі праці:
- «Тлумачний словник судово-медичних термінів» (2000),
- посібник «Судова медицина» (2001).

## Нагороди
- Медаль «Ветеран праці» (1998).